# Гюрс (концентрационный лагерь)

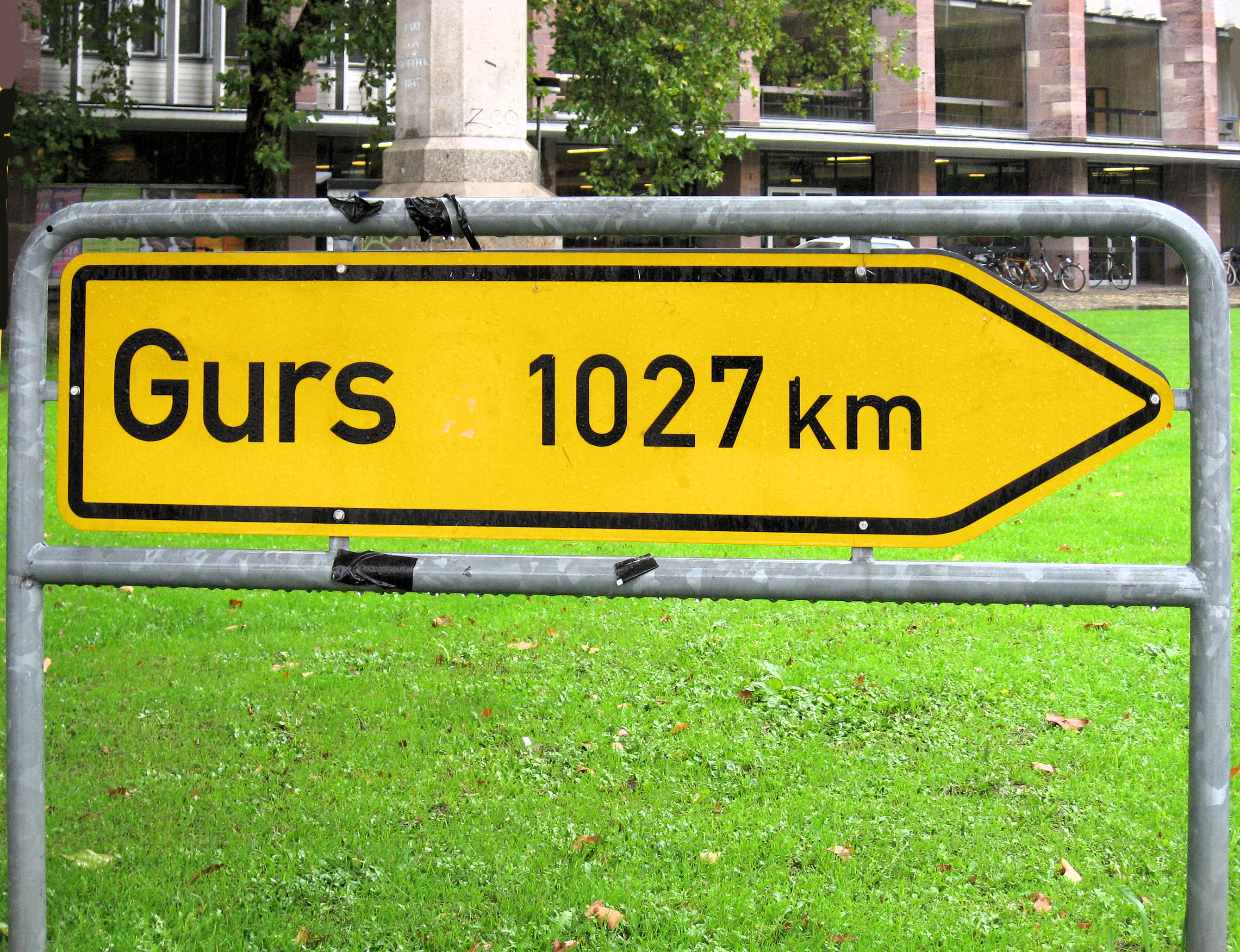
Мемориал в память о депортации евреев из Бадена и Пфальца в концентрационный лагерь в Гюрс на месте старой синагоги во Фрайбурге, оформленный в виде дорожного знака

Концлагерь Гю́рс — концентрационный лагерь во Франции. Располагался в районе французской деревни Гюрс на западном краю Пиренеев. Изначально был создан французскими властями в 1939 году как лагерь для беженцев из Испании, которые устремились во Францию в конце гражданской войны в Испании.

## История
Создан в период между 15 марта по 25 апреля 1939 года и первоначально предназначался для бывших участников гражданской войны в Испании на стороне республиканцев, которые после своего поражения пересекли границу Франции в качестве беженцев.
После начала Второй мировой войны в начале 1940 г. в лагерь французскими властями были помещены интернированные граждане Германии (включая еврейских беженцев из Германии, таких как Ханна Арендт), а также французские граждане как левых, так и крайне правых убеждений, подвергнутые заключению во внесудебном порядке из-за их антивоенных настроений.
С 10 мая 1940 года, пятьдесят семей, в основном евреев, были отконвоированы немецкой стороной после оккупации Бельгии и депортированы во Францию, где они были помещены в лагерь Гюрс.
При вишистском режиме в лагерь были заключены евреи, не имевшие французского гражданства, а также те, кто рассматривался как противники режима.
По инициативе гауляйтера Бадена Роберта Вагнера, а также гауляйтера Йозефа Бюркеля была осуществлена первая депортация евреев из Германии. 22 октября 1940 года 6 538 немецких евреев из Бадена, Пфальца и Саара с помощью гестапо и французских властей были депортированы в Гюрс. Железнодорождые эшелоны были организованы и привезли из Мангейма (2335 человек), Гейдельберга (1380 человек), Карлсруэ (900 человек), Баден-Бадена (106 человек), Фрайбурга и Констанца.
Центральные архивы сохранились и содержат точные цифры депортированных евреев сюда. В Мангейме на главной железнодорожной станции и во Фрайбурге на мосту Вивили возведены памятники.

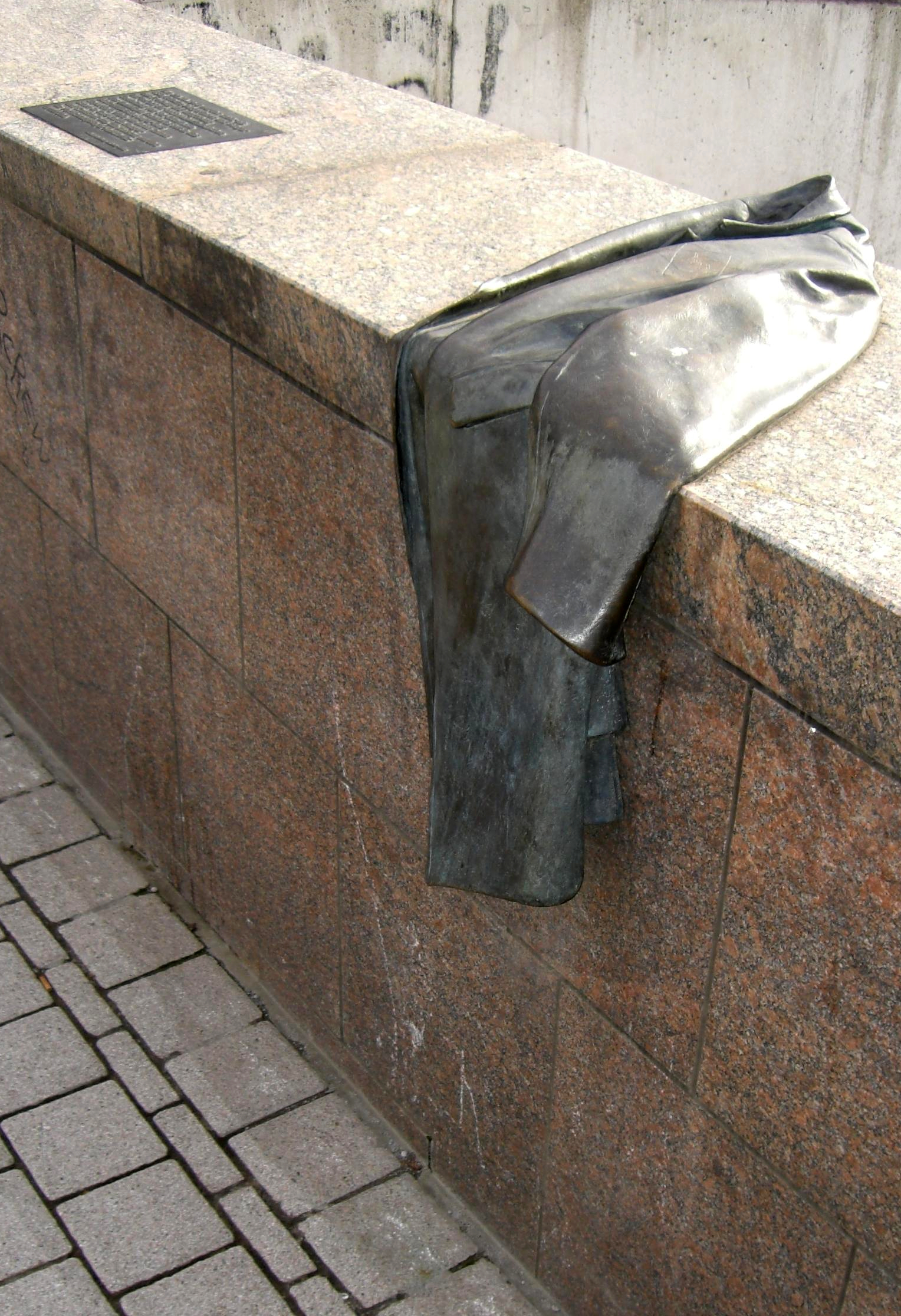
Мемориал евреям, депортированным из Бадена: забытая куртка с жёлтой звездой на Вивили во Фрайбурге

По случаю 70-й годовщины депортаций евреев во многих общинах на юге Бадена в пострадавших регионах, были проведены мемориальные мероприятия и выставки.
После освобождения Франции от немецкой оккупации в 1944 г. в лагерь помещали немецких военнопленных, а также французских коллаборационистов.

## Условия содержания узников
Заключённым порой приходилось спать на голой земле, позже им было разрешено спать на мешке, заполненном соломой вместо матраса. В бараках семьи были разделены. Вследствие голода, болезней и катастрофических антисанитарных условий в среднем умирало по семь человек в день.

## Известные узники
- Анри Аббади, деятель французского движения Сопротивления
- Ханна Арендт, философ и историк
- Жан Амери, писатель
- Татьяна Барбакова, танцовщица
- Йожеф Бочов, антифашист
- Лео Бройер, художник и скульптор
- Эрнст Буш, актёр
- Конрад Вольф, пианист
- Савва Гелелович, биолог
- Александр Кулишер, юрист, общественный деятель
- Макс Лингнер, художник
- Матео Максимов, писатель
- Шарлотта Саломон, художница
- Адриенна Томас, писательница
- Лиза Фиттко, деятель движения Сопротивления и спасения беженцев
- Лотта Эйснер, кинокритик
- Эдди Яку, писатель, общественный деятель